# August Jordan
August Jordan (* 17. Juli 1872 in Bovenden; † 4. Mai 1935 in Delmenhorst) war ein deutscher Politiker (SPD).

## Leben und Wirken

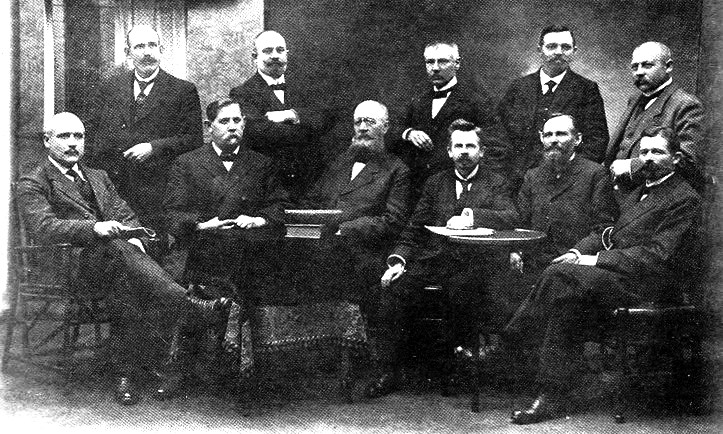
Erster stehend von links, August Jordan, SPD-Fraktion im Landtag Oldenburg (1916)

Jordan besuchte die Volksschule in Bovenden. Anschließend verdiente er seinen Lebensunterhalt als Zigarrenmacher und wohnte seit 1891 in Delmenhorst. Um 1890 trat er in die Sozialdemokratische Partei Deutschlands (SPD) ein. Von 1905 bis 1919 war er nebenamtlicher Arbeitersekretär und arbeitete von 1913 bis 1919 als Expedient und Redakteur des Norddeutschen Volksblattes, einer SPD-Zeitung, die in Rüstringen erschien.
1899 wurde Jordan in den Stadtrat von Delmenhorst gewählt, dem er bis 1903 und dann erneut von 1908 bis 1919 angehörte, zuletzt als Magistratsmitglied.
1911 wurde Jordan Mitglied des Oldenburgischen Landtag, dem er, auch über die Wirren der Revolution von 1918 hinweg, bis 1928 angehörte. In den Jahren 1923 bis 1925 bekleidete er im Landtag das Amt des Landtagsvizepräsidenten. Bei Ausbruch der Revolution leitete er zusammen mit Eduard Schömer am 8. November 1918 die nach Tausenden zählende Volksversammlung auf dem Marktplatz von Delmenhorst. In seiner Ansprache stellte er Forderungen nach dem Selbstbestimmungsrecht für alle Bürger, der Ablehnung des Obrigkeitsstaats und Warnungen vor revolutionären Unruhestiftern, die Feinde der Arbeiterbewegung wären. Die Versammlung wählte Jordan zum Beigeordneten der Stadt. Am 11. November wurde er Mitglied des Direktoriums des Freistaates Oldenburg und blieb es bis zu dessen Auflösung am 17. Juni 1919. Im Januar 1919 trat er einem Putschversuch Bremer Spartakisten entgegen und befreite den inhaftierten Delmenhorster Bürgermeister Hermann Hadenfeldt. Auf dem Parteitag der SPD am 29. Dezember 1918 wurde Jordan neben Paul Hug und Otto Vesper aus Osnabrück als Kandidat für die Wahl zur Weimarer Nationalversammlung aufgestellt und zog als Nachfolger Hugs im Nachrückverfahren vom 22. Juni bis 5. Juli 1919 in die Nationalversammlung ein, in der er den Wahlkreis 15 (Aurich-Osnabrück-Oldenburg) vertrat. Nach Jordans Ausscheiden wurde sein Mandat von Marie Behncke fortgeführt.
Vom 1. Mai 1919 bis zum 30. Juni 1933 amtierte Jordan als Bürgermeister von Delmenhorst und war als Dezernent für das Wohlfahrtswesen, das Wohnungs-, Jugend- und Versicherungsamt sowie für die Berufsschulen zuständig. Aufgrund seiner in diesen Tätigkeiten erworbenen Verdienste, wurde Jordan einige Monate nach der nationalsozialistischen „Machtergreifung“ durch den nationalsozialistischen Staatskommissar von Delmenhorst gemäß § 4 des Gesetzes zur Wiederherstellung des Berufsbeamtentums als Bürgermeister entlassen und in den Ruhestand versetzt. Wenige Wochen nachdem er 1935 die Ansprüche auf die Zahlung seines Ruhegehaltes hatte durchsetzen können, starb Jordan nach einem Schlaganfall.
Heute erinnern noch die August-Jordan-Straße und das August-Jordan-Heim in Delmenhorst an Jordans politische Tätigkeit und seine Verdienste um seine Heimatstadt.